# Selbsthilfewerkstatt
Eine Selbsthilfewerkstatt oder Offene Werkstatt ist eine Werkstatt, in der ein Nutzer handwerkliche Arbeiten und Reparaturen selbst erledigen kann, statt einen Fachmann zu beauftragen.
Weit verbreitet sind Auto-Selbsthilfewerkstätten, teilweise Kfz-Fachwerkstätten angegliedert, sowie Fahrrad-Selbsthilfewerkstätten, z. B. Bikekitchens. 
Meistens werden Selbsthilfewerkstätten von einem oder mehreren Fachleuten betreut, die Nutzer bei der Selbsthilfe unterstützen. 

## Mietwerkstätten
Kfz-Selbsthilfewerkstätten unter den Bezeichnungen „Mietwerkstatt“ oder „Hobbywerkstatt“ sind weit verbreitet. Die Werkstattnutzung ist kostenpflichtig, wird monatlich pauschal oder nach tatsächlicher Nutzungszeit abgerechnet. Je nach Ausstattung ist entweder die Werkzeugnutzung im Pauschalpreis enthalten oder es wird jedes benutzte (Spezial-)Werkzeug extra abgerechnet. Auch die Hilfe von Fachpersonal wird in der Regel gesondert berechnet.

## Offene Werkstätten, Werkstattprojekte
Ab den 70er Jahren entstanden Projektwerkstätten verschiedener Initiativen, die allen zur Nutzung zur Verfügung stehen und häufig von gemeinnützigen Vereinen getragen werden oder sozialen Einrichtungen, Universitäten, soziokulturellen Zentren, Stadtteilzentren, Coworking-Objekten oder Mehrgenerationen-Häusern oder Wohnprojekten angegliedert sind. Gemeinschaftsräume oder kleine
Cafés 
Neben Holz- und Metallwerkstätten gibt es auch Werkstätten, deren Schwerpunkt auf Handarbeiten oder dem gemeinsamen Kochen liegt oder die sich als Musikstudios, Kunst- oder Druckwerkstätten verstehen. 
Offene Werkstätten nennen sich heute häufig Repair-Café, Bikekitchen, Fab Lab oder Makerspace, wobei FabLabs und Makerspaces häufig über moderne 3D-Druckern, Lasercuttern oder CNC-Maschinen verfügen. Hackerspaces beschäftigen sich mit elektronischen und digitalen Technologien (siehe auch Hardwarehacker).
Zahlreiche Werkstattprojekte in Deutschland haben sich im Verbund Offener Werkstätten e. V. (VoW) zusammengeschlossen, um „gemeinsam die Idee der Eigenarbeit voranzubringen“. Mit dem Offenheitsindex stellte das Netzwerk 2024 Kriterien vor, die für Zugänglichkeit und Erhalt offener Wersktätten notwendig seien.